# Treis-Karden (schip, 1970)
De Treis-Karden is een passagiersschip dat wordt geëxploiteerd door de passagiersvaartmaatschappij Gebr. Kolb. Het wordt voornamelijk gebruikt voor lijndiensten tussen Cochem en Beilstein aan de Moezel.

## Geschiedenis
Het schip werd in 1970 gebouwd op de scheepswerf van Oberwinter en voer aanvankelijk op de Midden-Rijn als de Rheinland voor de Hebel Line in Boppard. Sinds 2004 maakt het schip deel uit van de vloot van Personenschifffahrt Gebr. Kolb als de Treis-Karden.
Het schip werd in 1976 op de scheepswerf in Mainz-Mombach verlengd tot 40,00 meter en was 6,80 meter breed. Destijds mocht het maximaal 250 passagiers vervoeren. Na uitgebreide renovatiewerkzaamheden van 2008 tot 2016 werd de capaciteit verhoogd tot 600 passagiers. Door de lagere doorvaarthoogtes van de Moezel en de hoogte van het schip van ongeveer 8,40 meter kan het nieuwe stuurhuis 1,00 meter lager worden geplaatst.

## Technische gegevens
De Treis-Karden heeft een lengte van 50,85 meter, is 10,52 meter breed en heeft een diepgang van 1,30 meter. Het schip wordt aangedreven door twee KMD-DAF-scheepsdieselmotoren van elk 375 kW, die werken op twee elektrisch bediende Schottel-roerpropellers. Als manoeuvreerhulp is het schip uitgerust met een boegschroef, een roterende pompjetaandrijving met een vermogen van ongeveer 200 kW. Het schip heeft twee dieselgeneratoren voor de stroomvoorziening.

## Dekken en uitrusting
De Treis-Karden heeft drie dekken:
- Het lagere gesloten hoofddek heeft 142 zitplaatsen, een keuken, bar en toiletten.
- Op het middendek is er nog een bar, ongeveer 156 zitplaatsen in het gesloten gedeelte en ongeveer 148 zitplaatsen in het buitengedeelte.
- Er is ook een bar op het bovendek en rond 257 zitplaatsen achter de stuurstand.

Het schip is geschikt voor het vervoer van mensen met beperkte mobiliteit en heeft een personenlift.
Huidige schepen: Berlin · Bernkastel · Bernkastel-Kues · Europa · Eurostrand Leiwen · Germania · Gräfin Loretta · Kröver Reich · Maria von Beilstein · Marienburg · Moselkönigin · Moselprinzessin · Mosella · Moselperle · Nikolaus Cusanus · Riverdream · Romantica · St. Josef · Stadt Bonn · Stadt Rees · Stadt Zell · Theodor Heuss · Traben-Trarbach · Treis-Karden · Undine I · Undine II · Wappen von Bernkastel · Wappen von Cochem · Wappen von Trier
Historische schepen: Maria · Fortuna · Brunhilde · MS Nikolaus · MS Bebbi · Moselland